# Цимбідіум двоцвітний
Цимбі́діум двоцві́тний — представник роду цимбідіум родини орхідні.

## Поширення
Знайдено у В'єтнамі, Малайзії, Борнео, на острові Ява, Суматрі і Філіппінах. У вічнозеленому широколистому лісі і в напів-листопадних і листопадних сухих лісах і саванних лісистих місцевостях в підняттях 800 до 1100 метрів над рівнем моря. Цвіте весною і влітку.